# Саролангун (округ)
Саролангун (индон. Sarolangun) — округ в составе провинции Джамби. Административный центр — населённый пункт Саролангун.

## География
Площадь округа — 6184 км². На севере и северо-востоке граничит с округом Западный Танджунг-Джабунг, на северо-западе — с округом Тебо, на западе — с округом Мерангин, на юге — с территорией провинции Южная Суматра.

## Население
Согласно переписи 2010 года, на территории округа проживало 246 245 человек.

## Административное деление
Территория округа Саролангун административно подразделяется на 10 районов (kecamatan):
| - Айр-Хитам - Батанг-Асай - Батхин VIII - Чермин-Нан-Гаданг - Лимун | - Мандиангин - Паух - Пелаван - Саролангун - Синкут |